# Gaetano Perotti
Gaetano Perotti (Piemonte, circa 1760 – Brescia, 1820) è stato un attore teatrale e comico italiano.

## Biografia
Come attore Perotti si dimostrò un buon professionista nel ruolo di primo amoroso.
Si mise maggiormente in evidenza come capocomico, grazie anche al matrimonio con Assunta Nazzari (Milano 1780-Roma 1853), che assunse il ruolo di primattrice in una compagnia teatrale che ottenne buoni successi soprattutto per le eccellenti capacità della Nazzari.
Gaetano Perotti venne giudicato dall'attore, drammaturgo e storico del teatro Luigi Rasi come una persona un po' originale e stravagante, e purtroppo con il passare degli anni soffrì di varie malattie fisiche che lo debilitarono notevolmente.
Invece Assunta Nazzari Perotti trovò il consenso e il successo recitando in lavori di Carlo Goldoni, del drammaturgo, poeta e banchiere Giovanni Giraud, e di Vittorio Alfieri, che ne rimase impressionato favorevolmente.
Dopo la morte del marito, Assunta Perotti si affermò come 'madre nobile', lavorando in numerose compagnie teatrali fino all'età di settanta anni.